# Andrei Wladimirowitsch Nikitenko
Andrei Wladimirowitsch Nikitenko (russisch Андрей Владимирович Никитенко; * 13. Januar 1979 in Tjumen, Russische SFSR) ist ein ehemaliger  russischer Eishockeyspieler, der zuletzt beim HK Lada Toljatti in der Kontinentalen Hockey-Liga unter Vertrag stand.

## Karriere

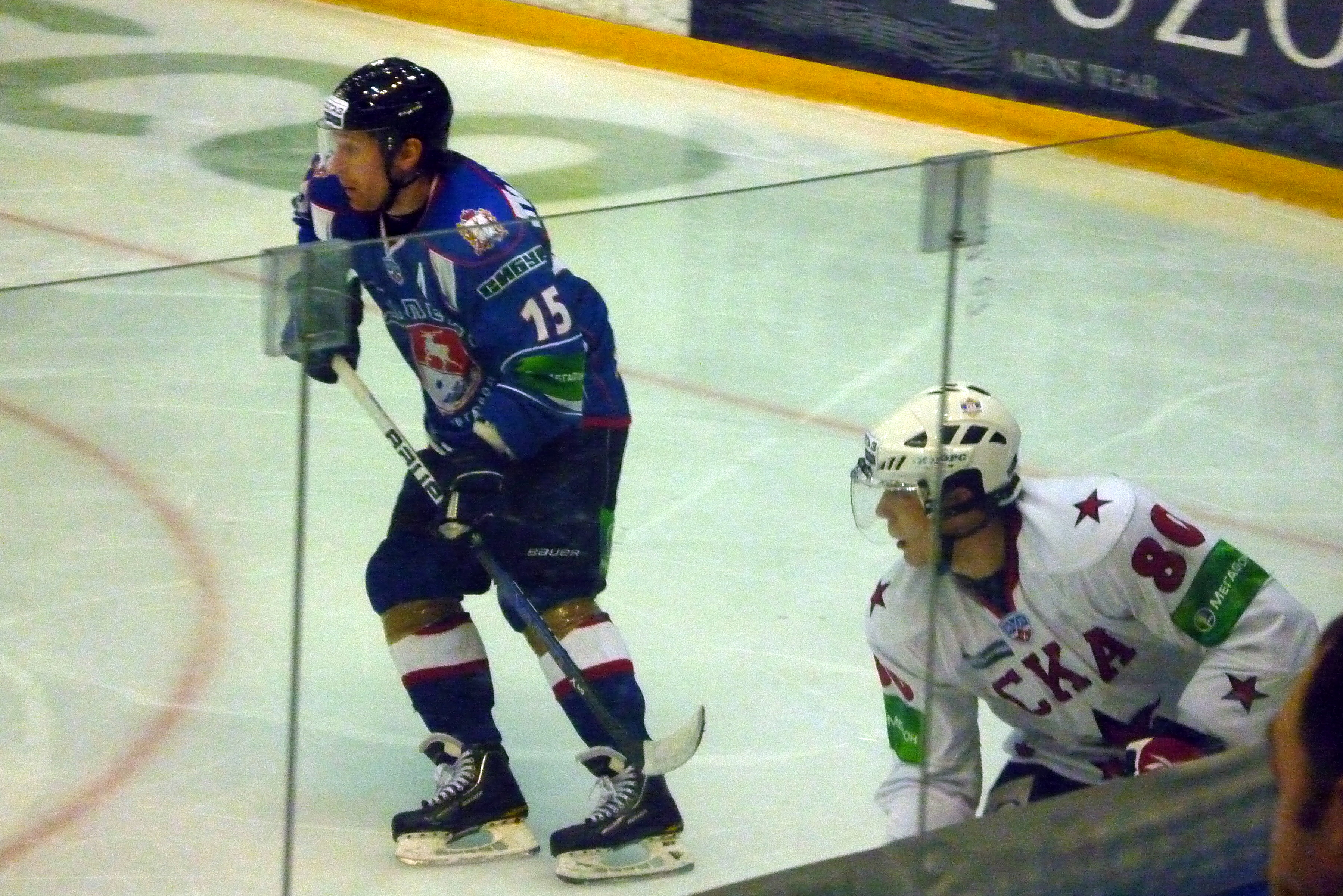
Andrei Nikitenko (links) mit Mattias Weinhandl

Andrei Nikitenko begann seine Karriere als Eishockeyspieler in seiner Heimatstadt in der Nachwuchsabteilung von Gasowik Tjumen, für dessen Profimannschaft er in der Saison 1997/98 sein Debüt in der Superliga gab. In der folgenden Spielzeit stieg der Center mit seiner Mannschaft in die Wysschaja Liga, die zweite russische Spielklasse, ab. Er selbst blieb jedoch in der Superliga und spielte in den folgenden drei Jahren für Ak Bars Kasan, mit dem er 2000 und 2002 jeweils Vizemeister wurde. In seinem ersten Jahr in Kasan kam er zudem zu zwei Einsätzen für den Zweitligisten Neftjanik Leninogorsk.
Von 2002 bis 2004 stand Nikitenko bei Sewerstal Tscherepowez unter Vertrag, mit dem er in der Saison 2002/03 wie im Vorjahr mit Kasan im Playoff-Finale an Lokomotive Jaroslawl scheiterte. Die Saison 2004/05 begann er beim Vorjahresvizemeister HK Metallurg Magnitogorsk, verließ diesen jedoch bereits nach nur zwölf Spielen wieder und lief in den folgenden zweieinhalb Spielzeiten für den Hauptstadtklub HK ZSKA Moskau auf. In der Saison 2007/08 spielte der Junioren-Weltmeister für den HK Sibir Nowosibirsk. Anschließend erhielt er einen Vertrag bei Torpedo Nischni Nowgorod aus der neu gegründeten Kontinentalen Hockey-Liga, für den er bis 2012 auf dem Eis stand. Im Mai 2012 erhielt er von Sibir Nowosibirsk einen Zweijahresvertrag.
Während des Expansion Draft am 17. Juni 2013 wurde Nikitenko von Admiral Wladiwostok ausgewählt.
Im Mai 2014 wurde er vom KHL-Rückkehrer HK Lada Toljatti für zwei Jahre verpflichtet, ehe er seine Karriere im April 2016 beendete.

### International
Für Russland nahm Nikitenko an der U20-Junioren-Weltmeisterschaft 1999 teil, bei der er mit seiner Mannschaft Weltmeister wurde. Zu diesem Erfolg trug er mit fünf Torvorlagen in sieben Spielen bei.

## Erfolge und Auszeichnungen
- 1999 Goldmedaille bei der U20-Junioren-Weltmeisterschaft
- 2000 Russischer Vizemeister mit Ak Bars Kasan
- 2002 Russischer Vizemeister mit Ak Bars Kasan
- 2003 Russischer Vizemeister mit Sewerstal Tscherepowez

## KHL-Statistik
(Stand: Ende der Saison 2013/14)